# Pilocrocis fumidalis
Pilocrocis fumidalis là một loài bướm đêm trong họ Crambidae.